# Lionello Hierschel de Minerbi
Carlo Leone Edwin Gioacchino Hierschel de Minerbi (Parigi, 29 ottobre 1873 – Roma, 17 dicembre 1937) è stato un calciatore, tennista e politico italiano.

## Biografia
Carlo Leone, appartenente ad una famiglia ebraica nobilitata di origini triestine, nacque a Parigi nel 1873 da Oscar (1835-1908), diplomatico (figlio di Leone Hierschel (1807-1881) e Clementina de Minerbi), e Emilie Obermayer (figlia del banchiere ebreo tedesco Carl Obermayer (1811-1889) e Emma Goldstein).
La famiglia, originatasi con Joachim Hierschel, ebreo originario di Altona giunto a Trieste nel 1752 e agente di corte (Hoffaktor) dell'imperatrice Maria Teresa, acquistò il cognome de Minerbi nel 1833 in seguito al matrimonio tra Leone Hierschel (nipote del summenzionato Joachim) ed Enrichetta Clementina de Minerbi. Tradizionalmente dedita all'attività commerciale e bancaria, la famiglia (in particolare con Moisé Hierschel, padre di Leone) si concentra nel corso del XIX secolo nell'acquisizione e nell'amministrazione di un vasto patrimonio fondiario e immobiliare, distribuito tra Veneto e Friuli (in particolare nel comune di Precenicco, dove rileva diverse proprietà dai conti Cassis Faraone, eredi di Antonio e costruisce la villa Hierschel Minerbi, progettata da Giuseppe Jappelli, distrutta nel corso della prima guerra mondiale). La famiglia risiedeva a Trieste in un palazzo, Casa Hierschel de Minerbi, oggi anche noto come Palazzo della Galleria Rossoni (sito in corso Italia, n. 9), commissionato da Moisé Hierschel e progettato nel 1833 da Antonio Buttazzoni. Furono inoltre proprietari, dal 1835 al 1861 del Teatro Nuovo di Trieste (l'odierno Teatro Verdi).
Carlo Leone dopo essersi dedicato agli sport ad alti livelli sia nel calcio che nel tennis ed aver conseguito una laurea in ingegneria fu deputato per più di dieci anni, dal marzo 1909 al settembre 1919, durante la XXIII e XXIV legislatura del Regno d'Italia.
Carlo Leone si dedica inoltre all'attività di collezionista e mercante d'arte. 
Nel 1906 Lionello Hierschel de Minerbi acquistò la dimora veneziana nota come Ca' Rezzonico da Robert Barrett Browning, figlio di Robert Browning ed Elizabeth Barrett Browning. Egli condusse vari lavori di restauro nell'edificio e adattò la residenza al proprio gusto. A causa di difficoltà economiche venne costretto a vendere il palazzo; le trattative con il comune di Venezia, iniziate nel 1931, si concretizzarono nel 1935. 
Lionello Hierschel de Minerbi fu inoltre proprietario del Palazzo Grimani di Santa Maria Formosa e della Villa Foscari. Questa villa palladiana venne da lui rivenduta nel 1926 dopo una lunga trattativa ad Albert (Bertie) Clinton Landsberg (1889-1965), supportato finanziariamente dalla mecenate Catherine d'Erlanger (1874–1959), moglie del banchiere Emile Beaumont d'Erlanger. 
Suo figlio Oscar, nato a Parigi nel 1908, seguì le orme paterne, dedicandosi al tennis.

## Carriera sportiva
Sportivo a tutto tondo, De Minerbi si dedicò al tennis ed al calcio.
Vinse tre campionati italiani assoluti di tennis dal 1896 al 1898. Successivamente, nel 1931, anche suo figlio Oscar si aggiudicò un'edizione del campionato italiano assoluto di tennis.
De Minerbi fece parte della Torinese sin dal 1897. Con il sodalizio torinese partecipò anche al primo campionato di calcio italiano, disputato nel 1898, venendo eliminato nelle semifinali del torneo.